# Les hommes ne sont pas des dieux
Pour plus de détails, voir Fiche technique et Distribution.
Les hommes ne sont pas des dieux (Men Are Not Gods) est un film britannique réalisé par Walter Reisch et sorti en 1936.

## Synopsis
À Londres, le critique M. Skeates dicte à sa secrétaire Ann Williams une critique cinglante d'Edmund Davey, un acteur faisant ses débuts dans le rôle principal la pièce Othello. La co-vedette et l'épouse de Davey, Barbara Albert, se présente au bureau du journal pour plaider la cause de son mari. Skeates étant déjà parti, elle demande à Ann de l’aider à sauver la carrière d’Edmund. Ann est touchée et prend un risque (Skeates ne lisant jamais son propre travail) en réécrivant la critique positive de la performance de l'acteur. Skeates découvre la supercherie quand Edmund le remercie pour sa critique élogieuse.

## Fiche technique
- Titre : Les hommes ne sont pas des dieux
- Titre original : Men Are Not Gods
- Réalisation : Walter Reisch, assisté de Jack Clayton (non crédité)
- Scénario : Walter Reisch, G.B. Stern, Iris Wright
- Photographie : Charles Rosher
- Montage : Henry Cornelius
- Producteur : Alexander Korda
- Société de production : London Film Productions
- Société de distribution : United Artists
- Lieux de tournage : Londres, Denham, Buckinghamshire, Denham Film Studios
- Pays d'origine :  Royaume-Uni
- Langue : anglais
- Format : Noir et blanc — 35 mm — 1,37:1 — Son : Mono
- Genre : Film dramatique
- Durée : 90 minutes
- Date de sortie : 26 novembre 1936 (Londres)

## Distribution
- Miriam Hopkins : Ann
- Rex Harrison : Tommy
- Gertrude Lawrence : Barbara
- Sebastian Shaw : Edmond Davey
- A.E. Matthews : Skeates
- Rosamund Greenwood : pianiste (non créditée)